# Charles Nicolas d'Hennezel de Valleroy
Charles Nicolas d'Hennezel, seigneur de Valleroy et d’Attigneville, né à Attignéville (Vosges) le 11 mai 1747, mort à Neufchâteau (Vosges) le 3 octobre 1833, est un général de brigade de la Révolution française.

## Biographie
Le jeune d'Hennezel n'a pas encore atteint sa 13e année, lorsqu'il est admis dans la compagnie des cadets du roi de Pologne, le 28 février 1760. Il reste dans ce corps jusqu'au 13 février 1763, époque à laquelle, il est agréé comme aspirant d'artillerie à Metz. Élève d'artillerie, le 17 septembre de la même année. 
Il est nommé lieutenant en second le 8 mai 1764. Lieutenant en premier le 15 octobre 1765 et enfin capitaine par commission le 1er novembre 1774. Il fait la campagne de 1778, en cette qualité. Promu capitaine de bombardier le 5 juin 1783, et capitaine de canonnier le 15 mai 1785. Il est nommé lieutenant-colonel le 22 août 1791 et obtient celui de chef de brigade le 1er juin 1793 prenant le commandement du 8e régiment d'artillerie. 
Il est promu général de brigade le 3 mai 1797, et il est fait chevalier de la Légion d'honneur le 11 décembre 1803. Il est admis à la retraite le 20 décembre 1803.
Il est créé chevalier de l'Empire le 15 juillet 1810 et baron héréditaire le 14 août 1818.
- Principales affectations :
  - du 16 mai 1795 à mai 1798 : Armée de l'intérieur.
  - de mai 1798 au 19 juin 1798 : Armée d'Orient.
  - du 19 juin 1798 au 3 septembre 1800 : commandant de l'artillerie et du génie à Malte.

Il est marié pour la première fois le 15 février 1786 à Marie-Madeleine Roussel, fille de Louis-Nicolas Roussel et de Marie Bouchon. Il est marié pour la seconde fois à Moncel-sur-Vair (Vosges) le 26 novembre 1792 à Marie-Anne Roussel, la sœur de la précédente, née en 1772. 
Du premier lit, il a deux enfants. Du second lit, il a quatre enfants.